# ティアック
ティアック株式会社（英語社名:TEAC Corporation）は、日本の音響機器メーカー。計測機器や計測システム、計算機周辺機器の製造販売も行っている。
デノン（旧・日本コロムビア）やマランツCMC（旧・日本マランツ）、ヤマハミュージックジャパン（ヤマハ）、ラックスマン、アキュフェーズ等と同様、デジタルオーディオ勃興期、Hi-Fiオーディオ衰退期を生き延びた数少ない日本の音響メーカの一つである。TEACブランドの他、民生用高級音響ブランドとしてエソテリック（Esoteric）、業務用音響ブランドとしてタスカム（Tascam）も使用する。

## 沿革

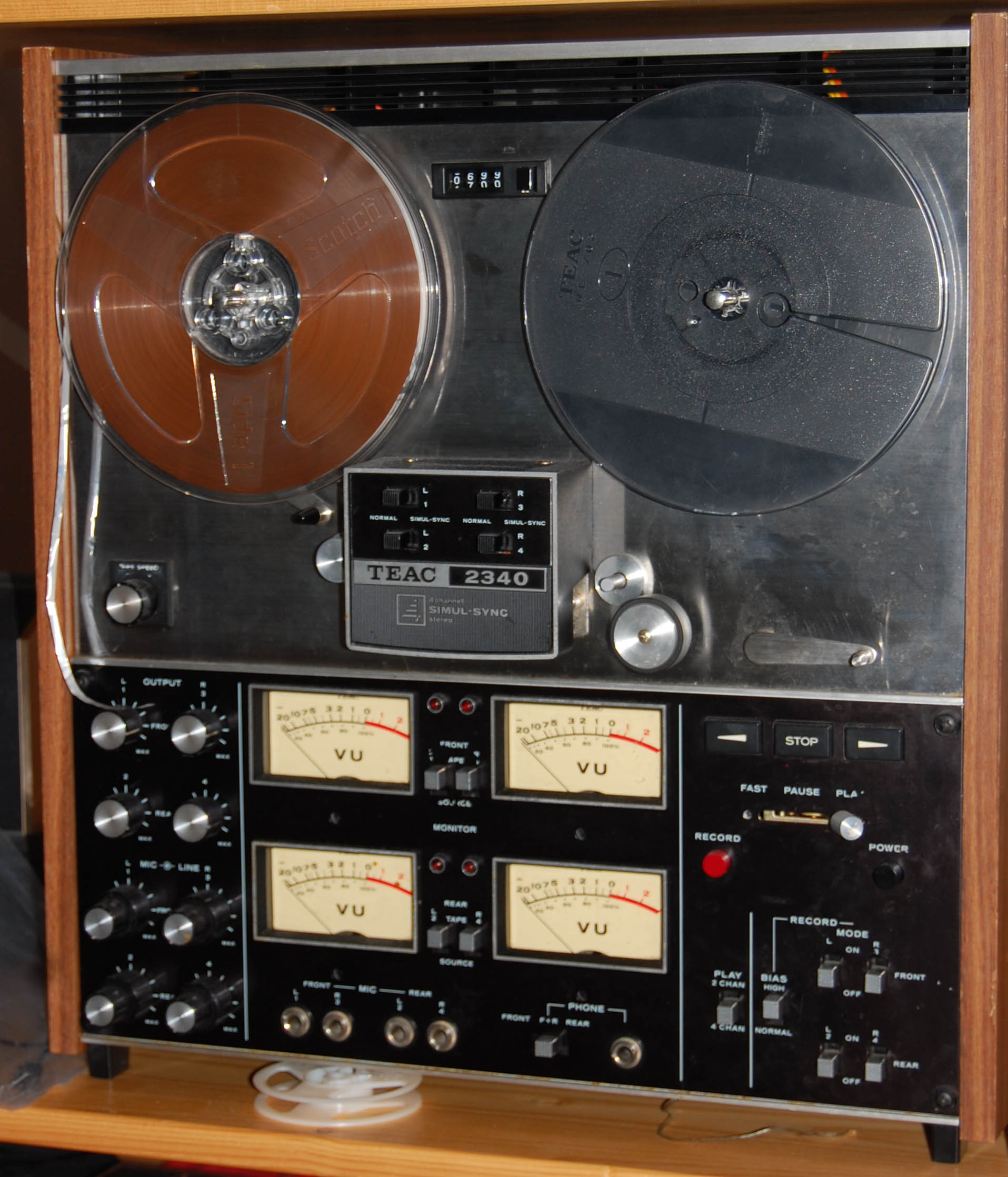
2340、4チャンネル・オープンリール・テープレコーダー

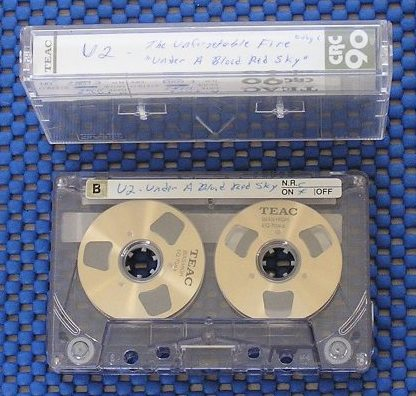
CRC 90分オーディオ・カセット

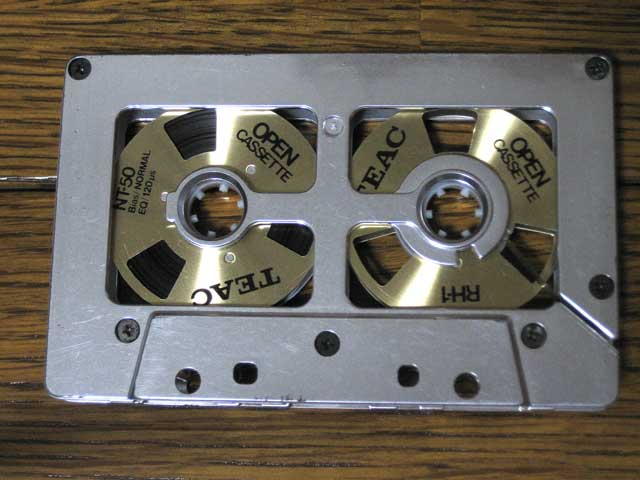
オー・カセ

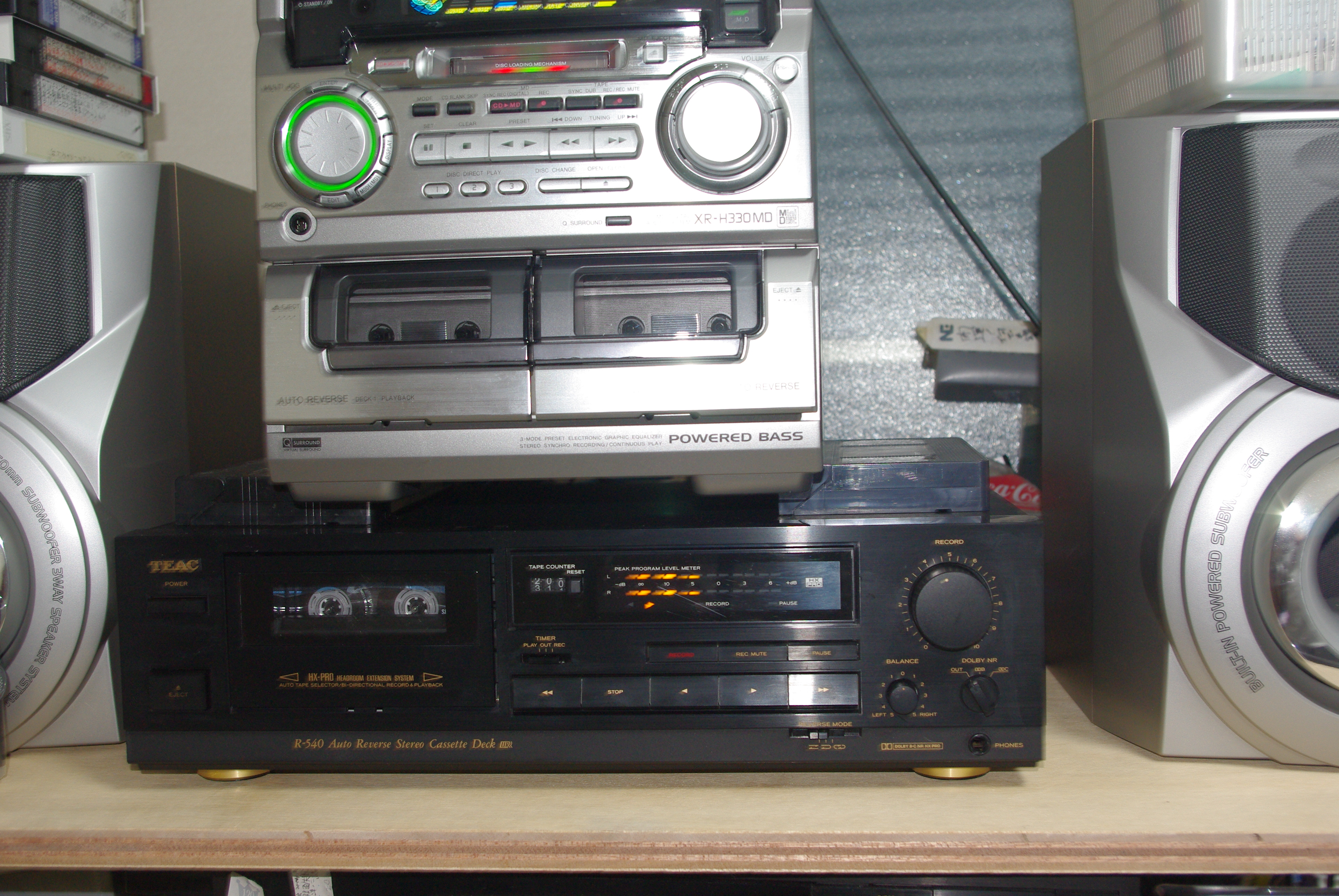
オートリバースカセットデッキ　R-540

1953年、東京テレビ音響株式会社として東京都武蔵野市に創立（1962年よりティアックオーディオ株式会社）。1956年、東京電気音響株式会社を姉妹会社として設立（1962年よりティアック株式会社）。1964年、ティアックオーディオ株式会社とティアック株式会社が合併、現在のティアック株式会社となる。その後計測部門等を分社化して現在に至る。
民生音響機器製品としてはテープデッキ、殊に往年のオープンリール式テープレコーダ（Aシリーズ、Xシリーズ）に人気があり、スピーカーで有名な英国タンノイの代理店にもなっている。かつてはマグネフロート式のターンテーブルも人気があった。総じて「ごつい」機器を作るブランドイメージがあり、高級据置型コンパクトカセットデッキ（Aシリーズ、Cシリーズ、Zシリーズ、R-9000、V-8000/7000シリーズ等）や据置型DATデッキ、高級CDプレーヤーなど重量級の機器を多く生んだ。現在でも超弩級セパレート型CD/SACDプレーヤーPシリーズで気を吐いている。さらには海外生産ではあるものの、国内メーカーで唯一ドルビーNR（Bタイプ）、ハイポジション録音・再生対応のカセットデッキを2015年頃まで、CDプレーヤー一体型の据置型MDレコーダーを2021年3月頃までそれぞれ販売していた。現在では単品コンポーネント用の据置型CDレコーダーなども販売し続けている。
ミキシングコンソール、マルチトラックレコーダ等業務用音響機器も広く手掛け、個人ベースでも購入可能な程度に安価なオープンリール式マルチトラックレコーダ、ミキサ一体型カセットマルチトラックレコーダや放送用デジタルマルチトラックレコーダDTRSを開発した。現在ではデジタルオーディオワークステーション(DAW)もラインナップしている。
計測分野では磁気記録技術を応用したデータレコーダで名を売り、後には計算機を応用した計測システムも手掛けるようになった。
1961年にはIBMと技術援助契約を結び、計算機用MT記録装置を国産化。また磁気記録技術の応用としてフロッピーディスクドライブ製造の大手となり、光を応用した映像記録媒体であるレーザーディスクプレーヤを、黎明期に硝子盤メディアを使用することで他社に先鞭を打って商品化するなど、その流れでCD、DVD等の光ディスクドライブ製造の大手ともなった。以前より音響映像機器分野でパイオニアとの関連が深かったが、2005年12月光ディスクドライブの開発・製造でも同社と提携する交渉が進められている。翌年の3月にはノート用光学ドライブの共同開発を合意した。
2007年12月1日には本社が武蔵野市から多摩市（多摩ニュータウン）に移転した。2012年1月20日にはオンキヨー株式会社（現在の法人〈3代目法人〉とは別法人。後のオンキヨーホームエンターテイメント〈現在経営破綻済〉）と資本・業務提携を締結した。オンキヨーはティアック株式の10%を取得して第2位株主となり、ティアックもオンキヨー株式の9.42%を取得。オンキヨーは、ティアックに取締役1名を派遣する。開発・販売・物流の各面で両社の連携を図り、コスト削減を進める見込みである。
2013年3月29日、世界的に有名なギターメーカーである米国ギブソン社と資本・業務提携契約を締結することで合意した旨発表。ギブソン社は株式公開買付けを行い、5月9日付でティアックを子会社化した。一方オンキヨーは、2014年6月に保有株式10%のうち1%を残して売却した。
2020年6月25日、EVO FUND傘下のGlobal Acoustic Partners LLCが、株式公開買付けによりギブソン社から保有全株式を取得、同日付でEVO FUNDに取得した全株式が譲渡され、同ファンドが親会社となった。しかしEVO FUNDは当該株式を市場で売却することを想定しており、売却により同年7月7日付で親会社でなくなり「その他の関係会社」となっている。
2022年7月20日、（かつてオンキヨー〈2代目〉やパイオニアと資本提携していた）ティアックが米国プレミアム・オーディオ・カンパニー社（PAC）と代理店契約を締結したことを発表。その後、2022年10月以降を目途にオンキヨー、およびパイオニアの各種ブランドの（日本市場向け）ドルビーアトモス対応高級AVアンプが投入される予定であることが明らかとなった。このほか、2021年までオンキヨーホームエンターテイメント（旧・オンキヨー&パイオニア）から発売されていた一部のオンキヨーブランド・パイオニアブランド・インテグラブランド等の各種AV製品の修理等のサポートもティアックが担当することとなった。

## 代表的な製品

### 音響機器
- 高級オーディオ
  - スーパーオーディオCDプレーヤー
  - スーパーオーディオCDトランスポート
  - D/Aコンバーター（USB-DAC機能付きを含む）
  - ユニバーサル・プレーヤー
  - ユニバーサル・トランスポート
  - アンプ
  - マスタークロックジェネレーター
  - アイソレーション・トランス
  - スピーカー
  - アナログターンテーブル
  - ケーブル
  - オーディオコネクタ
  - シンクロナス・ドライブ・システム
  - CDサウンド・アップグレーダー
  - オーディオファニチャー
  - ハイエンドアクセサリー
- ホームオーディオ・AV
  - ハイコンポーネントシステム
  - コンパクトコンポーネントシステム
  - ホームシアターサウンドシステム
  - プリメインアンプ
  - CDプレーヤー
  - CDレシーバー
  - DVDプレーヤー
  - AM/FMチューナー
  - iPod用サウンドシステム
  - カセットデッキ
  - CDレコーダー
  - CDシステム
  - MDデッキ
  - ICレコーダー/リニアPCMレコーダー
  - ターンテーブル付CDシステム
  - AM/FMラジオ
  - スピーカー
  - ヘッドホン
  - アクセサリー
  - オーディオプログラムタイマー

### 放送・制作・業務用音響機器
- マルチトラックレコーダー
- デジタル・オーディオ・ワークステーション
- マスターレコーダー
- DSDレコーダー
- リニアPCMレコーダー
- デジタルオーディオテープレコーダー
- CDプレーヤー／レコーダー／デュプリケータ
- MDレコーダー／プレーヤー
- カセットデュプリケータ
- シンクロナイザー
- ミキサー
- オーディオインターフェース
- エフェクター
- パワーアンプ
- スピーカー
- 水中音響システム
- ヘッドホン
- マイクロホン
- DJ機器
- ケーブル
- アクセサリー
- ソフトウェアサンプラー
- CDトレーナー
- ACパワーディストリビューター

### コンピュータ周辺機器
光ドライブ事業については2014年にアルメディオに事業譲渡。
- ハードディスク
- 光学ドライブ
- ラミネーター
- シュレッダー
- マルチメディアスピーカー
- OAアクセサリー

### 情報機器
- データレコーダー
- メディカルビデオレコーダー

### 計測機器
- ロードセル
- トランスデューサー

### テストメディア
- テストメディア

### 医用機器
- メディカルビデオレコーダー
- 手術動画管理・編集ソフトウェア

## 日本国内主要拠点・子会社
- 国内主要拠点
  - 本社事業所
  - EMCセンター
  - 大阪営業所
  - 名古屋営業所
- 子会社
  - エソテリック株式会社
  - ティアックマニュファクチャリングソリューションズ株式会社
    - 本社、青梅事業所

  - ティアックオンキヨーソリューションズ株式会社
  - ティアックカスタマーソリューションズ株式会社

## 海外販売拠点・生産拠点
- 海外販売拠点
  - TEAC AMERICA,INC．
  - TEAC EUROPE GmbH．
  - TEAC UK LTD．
  - TEAC SALES & TRADING (ShenZhen) CO., LTD
- 海外生産拠点
  - TEAC AUDIO（CHINA）Co., LTD.
  - DONGGUAN TEAC ELECTRONICS Co., LTD.